# International Tour: Tro Ar Bed
Albums de Alan Stivell
Un dewezh 'barzh 'gêr : Journée à la maison
(1978) Symphonie celtique : Tír na nÓg
(1979)
International Tour: Tro Ar Bed est le onzième album original d'Alan Stivell et son troisième album live, paru en 1979. Après la reconnaissance de la France avec le premier  enregistrement en public à l'Olympia et le second marquant la consécration des pays celtiques à Dublin, ce troisième album acquiert une dimension globale, où la chanson bretonne est reconnue en Allemagne, en Australie, au Canada, aux États-Unis...
La sélection d'éléments des précédents albums signale qu'une étape vient d'être bouclée et témoigne des différentes facettes abordées précédemment : le côté traditionnel, le côté jazz-rock, la poésie. Il comprend deux titres inédits, dont We shall survive, un cri en anglais un peu désespéré, plutôt pessimiste.

## Présentation de l'album
« Il constitue pour les Bretons un témoignage : leur culture est applaudie un peu partout dans le monde, reconnue. Sachant cela peut-on éviter de parler breton, traîner encore avec soi les vieilles hontes ? Ça me donne le vertige... Quand l'enseignement de nos enfants se fera-t-il dans leur langue ? Que dois-je dire de cette langue, sans existence officielle dans son propre pays, au Japonais ou à l'Australien qui l'écoutent parfois sur sa chaîne haute-fidélité ? »
— Alan Stivell, Racines interdites (1979), p. 132
Cet album live correspond aux concerts qu'Alan Stivell donne alors pendant ses tournées internationales de la fin des années 1970. Il est principalement enregistré en Allemagne et dans l'Est. Avant d'entamer une nouvelle spirale dans sa « queste » musicale (qui démarre par sa Symphonie), Alan Stivell fait le point en résumant les différentes facettes qu'il a abordé dans les chapitres précédents  : on y retrouve le côté traditionnel, le côté jazz-rock et le côté intimiste des poèmes. Il y rajoute trois chansons inédites.

### Parutions et réception
Le disque live sort en 1979, après un tour du monde et trois années de recherches musicales très diversifiées. L'album est réédité en CD par Dreyfus Music en 1997 et distribué par Sony Music.
L'album est tourné vers l'échelon international et reçoit des salutations dans la presse anglaise : « Dreamy baladry, angry rock, moments of incomparable beauty » (« ballades emplies de rêves, rock endiablé, moments d'une incomparable beauté ») dans le journal Shepherd Express. Les critiques regrettent la qualité des moyens techniques utilisés qui conduisent parfois à un manque de netteté dans la prise de son : « Ce dixième LP n'est pas le meilleur d'Alan, mais empressons nous d'ajouter que ce qui est la cause est bien moins la qualité de la musique ou l'intérêt du répertoire proposé ici que la production. C'est dommage, car on trouve comme d'habitude quelques magnifiques chansons et airs de danse ».

## Caractéristiques artistiques

### Description des morceaux
L'essentiel des titres sont des versions en public de chansons issues des trois derniers albums en studio d'Alan Stivell, complétés par trois nouveautés.
Le live démarre par Ar C'hoant Dimezin, « Vouloir se marier », une complainte plutôt mélancolique. Elle est suivie par deux chansons de l'album 'Raok dilestra : Avant d'accoster : Rouantelezh Vreizh et Dugelezh Vreizh redynamisés par l'interprétation live. Suivent les deux premières chansons de Trema'n Inis : Vers l'île : Stok ouzh an enez, qui bénéficie ici d'un bel accompagnement au synthétiseur et un extrait en anglais et français d'Hommes liges des talus en transe (Liegemen of the trembling slopes). Avec ces quatre chansons, l'histoire et la poésie demeurent présentes.
We shall survive, est une nouvelle composition, d'influences californienne et dublinoise selon Stivell, où la voix du chanteur est accompagnée par des chœurs. La chanson revient sur le thème du linguicide, « en anglais, qui est un peu désespérée, un peu pessimiste. Crier fort avant l'extinction totale ». Cailin og deas (« Une jeune et jolie fille ») est un traditionnel du Connemara, où la voix du chanteur est joliment accompagnée notamment par la flûte et le violon.
On retrouve deux extraits de Un dewezh 'barzh 'gêr : Journée à la maison qui possèdent un intérêt supplémentaire  : An Nighean Dubh, plus calme que la version studio, et O'Carolan's farewell - enchaîné à The Musical Priest - interprété ici de manière moins retenue que sur le disque initial. L'ensemble s'achève avec Fest-Hypnoz, traditionnel breton interprété tel une jam session, où se distinguent flûtes, violon, bombarde, sur fond de basse et d'orgue très seventies.

### Pochette et disque
L'intérieur de la pochette associe des photographies du chanteur sur scène (prises par Simone Fisher), de ses musiciens et du public, sur fond de coupures de presse de journaux internationaux prestigieux ayant publié des articles à son propos (Melody Maker, The West Australian...). La couverture est une photo du musicien sur scène à la flûte irlandaise à côté de sa harpe, avec au-dessus le « A » d'Alan stylisé, qui ressemble à la forme une harpe celtique, et le titre qui reprend le style celtique de l'album précédent.
La « quatrième de couverture » reprend elle la pochette de Before Landing aux couleurs apaisées ainsi que celle de Trema'n Inis en surimpression, une manière de signaler qu'une étape vient d'être bouclée. En bas, elle accueille un texte introductif : « [...] Des milliers d'Américains, de Scandinaves ont vibré intérieurement à une poésie étrangère, ont laissé exploser leur joie de trouver le ressourcement et la fête dans une musique qu'ils ressentaient et comprenaient comme l'expression d'une alternative au monde actuel, une musique libre comme l'élan vital, refusant les compromissions et les facilités de la variété comme l'élitisme de droite et de « gauche ». Des jeunes Italiens, Suédois, Allemands, Américains ont voulu apprendre la harpe celtique, ont voulu chanter cette musique, ont été jusqu'à étudier cette langue. Ainsi, de par le monde, des groupes de diverses nationalités se sont formés, se spécialisent dans la musique bretonne traditionnelle et nouvelle et la font rayonner à leur tour. Elle ne pourra peut-être plus mourir, qui sait ?... »

## Fiche technique

### Liste des morceaux
| 1.    | Ar c'hoant dimezin (Vouloir se marier - I want to marry)             | trad. breton    | trad. breton                     | 3:51 |
| 2.    | Rouantelezh Vreizh (Le royaume de Bretagne - The Breton Kingdom)     | A. Stivell      | A. Stivell                       | 3:36 |
| 3.    | Dugelezh Vreizh (Le duché de Bretagne - The Breton Duchy)            | A. Stivell      | A. Stivell                       | 3:24 |
| 4.    | Stok ouzh an enez (En vue de l'île - Close to the island)            | Youenn Gwernig  | A. Stivell                       | 6:11 |
| 5.    | Liegemen of the trembing slopes (Hommes liges des talus en transe)   | Paol Keineg     | A. Stivell                       | 5:44 |
| 6.    | We shall survive                                                     | A. Stivell      | A. Stivell                       | 5:07 |
| 7.    | Cailin og deas (Une jeune et jolie fille - Bonny Lassie)             | trad. irlandais | trad. irlandais du Connemara     | 1:59 |
| 8.    | O'Carolan's farewell - The musical priest                            |                 | Reel trad. irlandais             | 3:24 |
| 9.    | An nighean dubh (La fille aux cheveux noirs - The black haired girl) |                 | trad. écossais des îles Hébrides | 4:22 |
| 10.   | Fest-hypnoz                                                          |                 | trad. breton Dañs Fisel          | 4:51 |
| 42:29 |                                                                      |                 |                                  |      |

### Crédits
| - Alan Stivell : chant, harpes, flûtes, bombarde, cornemuse, claviers - Padrig Kerre : fiddle, mandole - Mark Perru : guitares, chœurs - Chris Hayward : flûtes, percussions - Mickael Ar Valy : basse - Christian Piget : claviers - Ujan Herve : batterie | - Production : A. Stivell (Keltia III) - Arrangements : A. Stivell - Enregistrement et mixage : Gérard Trevignon - Photos : Simone Fisher - Couverture verso : Claude Jarroir, Smart Art - Graphisme : Guy Bariol |